# Chinese witte dolfijn
De Chinese witte dolfijn of Chinese sousa (Sousa chinensis) is een soort dolfijn.

## Kenmerken
De Chinese witte dolfijn is een stevige, torpedovormige dolfijn. Hij heeft een lichtgrijze tot witte rug, die lichter is op de flanken en de buik. Veel exemplaren zijn geheel wit of rozewit van kleur. Volwassen dieren kunnen gele, roze, grijze of bruine vlekjes krijgen. De rugvin is klein en driehoekig en geplaatst in het midden van de rug, sikkelvormig bij jonge dieren, meer afgerond bij volwassen dieren. De flippers zijn afgerond. De bek is lang en slank en bevat zo'n 120 tanden. Op het voorhoofd zit een lichte meloen. Bij dieren die ten westen van Sumatra leven is er een vetbult achter de rugvin aanwezig, die bij de dieren die ten oosten en zuiden van Sumatra leven ontbreekt. Bij de laatste dieren is echter de rugvin wel een stuk hoger. Mannetjes worden tot 320 cm lang, vrouwtjes 200 tot 240 cm. Het lichaamsgewicht is ongeveer 85 kg.

## Leefwijze
De Chinese witte dolfijn leeft van scholenvissen als harders en haringachtigen, aangevuld met schaaldieren en weekdieren. Tijdens de jacht maakt hij gebruik van echolocatie. Hij leeft in kleine hechte groepjes van maximaal twintig dieren. Vaak wordt hij met andere dolfijnen waargenomen, voornamelijk tuimelaars, maar ook langsnuitdolfijnen en Indische bruinvissen. Soms jaagt hij ook samen met deze soorten. Bij het zwemmen steekt hij eerst de snuit of de hele kop boven het water. Hierna komt hij gedeeltelijk boven het water uit, om vervolgens weer te verdwijnen. Een pasgeboren jong is ongeveer 110 cm lang.

## Bescherming
De Chinese witte dolfijn is een belangrijke toeristische attractie in Hongkong, waar excursies te volgen zijn naar de "roze dolfijnen". De habitat van deze dieren werd echter in het midden van de jaren negentig bedreigd door de aanleg van een vliegveld.

## Verspreiding
Deze soort komt voor in de Indische en Westelijke Stille Oceaan. Hij is nauw verwant aan de Kameroendolfijn (Sousa teuszii), die leeft aan de Atlantische kust van West-Afrika. Mogelijk behoort de populatie in de Westelijke Indische Oceaan tot een aparte soort, Sousa plumbea. Het eiland Sumatra is aangewezen als de grens tussen S. chinensis en S. plumbea. Ook de Australische vorm zou tot een andere soort kunnen behoren. In 2014 werden deze vormen als aparte soorten afgesplitst: Sousa plumbea voor de Indische vorm en Sousa sahulensis voor de Australische vorm.
De Chinese witte dolfijn leeft in de gematigde en tropische wateren van de oostelijke Indische Oceaan en de westelijke Stille Oceaan en de Zuid-Chinese Zee. Hij komt voor in ondiepe kustwateren van India tot de Pacifische kust van China, Indonesië en de Filipijnen. De soort verdraagt brakwater prima en laat zich regelmatig zien rond estuaria en andere riviermondingen en in mangrovemoerassen. Soms zwemt hij een rivier op als de Yangtze.